# اردشیر شادلو
 اردشیر شادلو از سیاستمداران ایرانی بود، که در دوره‌های پانزدهم و شانزدهم  بعنوان نماینده بجنورد در مجلس شورای ملی حضور داشت.